# Pseudovossia cambogiensis
Pseudovossia es un género monotípico de plantas herbáceas, de la familia de las poáceas. Su única especie, Pseudovossia cambogiensis (Balansa) A.Camus, es originaria de  Indochina.

## Sinonimia
- Vossia cambogiensis Balansa[2]